# Antoniuskerk (Wenen)
De Antoniuskerk (Duits: Antonskirche) is een aan de heilige Antonius van Padua gewijde rooms-katholieke kerk in Favoriten, het 10e district van de Oostenrijkse hoofdstad Wenen.

## Geschiedenis
Tegen het einde van de 19e eeuw bestond er in Favoriten slechts één kerk voor de destijd circa 100.000 katholieken. Daarom werd de bouw van nog een kerk noodzakelijk, die conform de wens van aartsbisschop Anton Josef Gruscha naar zijn naamspatroon zou worden gewijd: de heilige Antonius van Padua.  
De eerste steen voor de bouw werd op 10 november 1896 in aanwezigheid van Frans Jozef I van Oostenrijk gelegd. Exact zes jaar later volgde de wijding, wederom in aanwezigheid van de aartsbisschop en de keizer. Het ontwerp van de kerk is afkomstig van de architect Franz von Neumann en werd uitgevoerd door de hofbouwmeester Josef Schmalzhofer. Het interieur werd door de schilder August Wörndle verzorgd, terwijl Johann M. Kauffmann het orgel bouwde.
Tijdens de Tweede Wereldoorlog werd de Antoniuskerk op 6 november en 11 december 1944 zwaar getroffen door bommen. Daarbij werden de koepel, de orgelgalerij, delen van de torens, het kerkschip en de oorspronkelijke muurbeschilderingen verwoest. Alhoewel onmiddellijk na de oorlog de wederopbouw ter hand werd genomen, duurde het nog tot 1961 vooraleer de werkzaamheden konden worden afgerond. Wegens geldgebrek koos men ervoor om de muurbeschilderingen niet te herstellen en het interieur van een eenvoudige witte kleur te voorzien. In 1962 kreeg de kerk ook weer een nieuw orgel, dat door Dreher & Reinisch als Karl Walter-Gedächtnisorgel werd gebouwd. Het orgel heeft 52 registers op 3 manualen en pedaal.
In 1981 werd het koor opnieuw ingericht en een volksaltaar geplaatst. Een binnenrenovatie volgde in 1992.

## Omschrijving

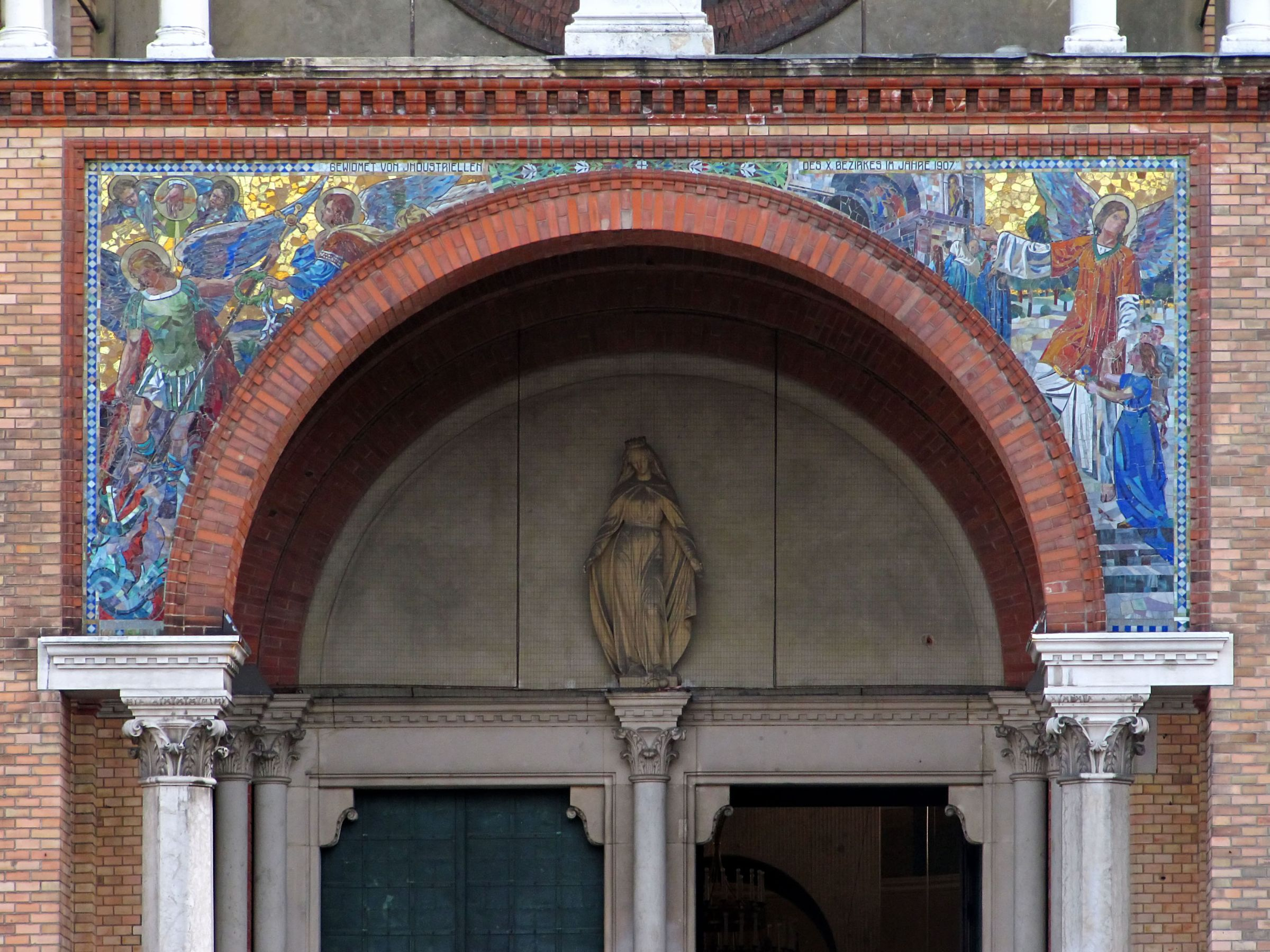
Portaal

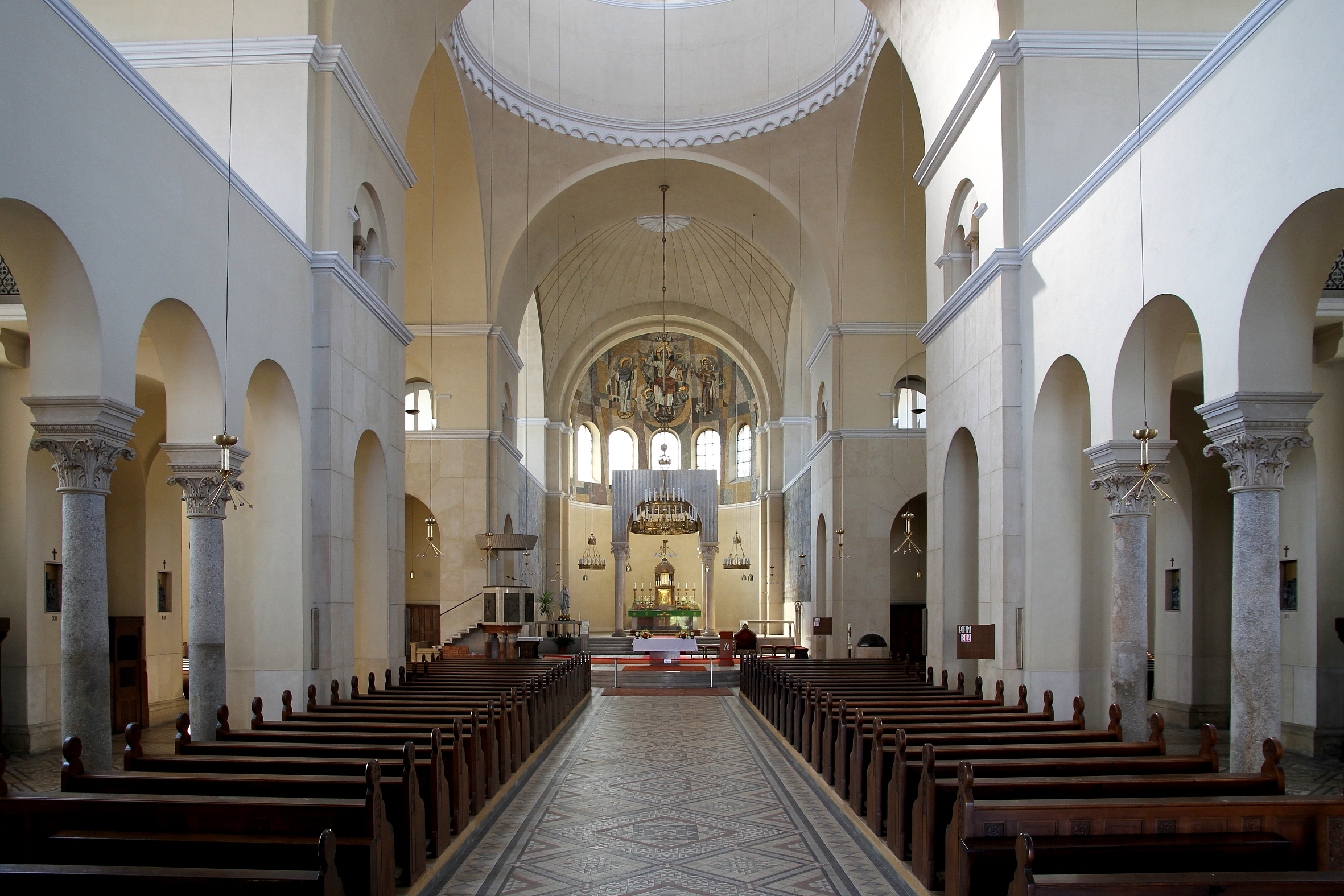
Interieur

#### Exterieur
De op een plein met groenvoorzieningen gelegen kerk betreft een monumentaal en representatief gebouw en is de grootste kerk van het 10e district. Het kerkgebouw werd in een historiserende, romaans-byzantijnse stijl gebouwd. Oorspronkelijk wilde de architect zich op de Venetiaanse Basiliek van Sint-Marcus oriënteren en de bouw voorzien van vier lagere koepels en een grote vieringkoepel, maar vanwege de hoge kosten werd alleen de vieringkoepel gerealiseerd. Het uiterlijk van de kerk herinnert aan de grote Antoniusbasiliek in het Italiaanse Padua. Het bouwwerk heeft een zeer brede, meer dan 25 meter lange gevel, die door 51 meter hoge klokkentorens wordt geflankeerd. Het centrum van de kerk wordt bekroond met een 48,5 meter hoge koepel, waarop een vier meter hoog Christusbeeld staat. Zowel aan het koor als de aan de dwarsschepen zijn hoge apsissen aangebouwd. Boven het ingangsportaal bevindt zich in het bovenste deel van het loge-achtige poortgebouw een beeld van de heilige Antonius van Heinz Satzinger uit het jaar 1958. Het portaalbeeld betreft een Mariabeeld van Alois Düll. De heiligen op de 31 mozaïeken aan de muren van de kerk hebben vrijwel steeds een relatie met Wenen of Oostenrijk en konden dankzij een gift van een grootindustrieel uit Favoriten in 1907 worden aangebracht.

#### Interieur
Het interieur is eenvoudig en licht; de enige muurbeschilderingen bevinden zich tegenwoordig in de koorruimte. In de apsis bevinden zich een mozaïek van Christus Pantrocrator van Ernst Bauernfeind en twee grote fresco's met scènes uit het Oude- en Nieuwe Testament van Hanns Alexander Brunner uit 1962. De kansel met een bronzen reliëf aan de kuip van Heinz Satzinger dateert uit 1963. Nog van het oorspronkelijke interieur betreft een kruiswegreliëf van zink, naar een ontwerp van een architect uit 1902. Twee grote beelden van Maria met Kind en een Heilig Hartbeeld dateren eveneens uit de bouwperiode van de kerk. Vanuit een voormalig kerkhof werd de barokke piëta en het beeld van de heilige Johannes Nepomuk naar de kerk gebracht. Andere beelden zijn de heilige Anna die Maria leert lezen, de heilige Judas Taddeüs, Sint-Jozef en de heilige Theresia. In het rechter dwarsschip bevindt zich uit de bouwperiode het Antoniusaltaar met een beeld van Ferdinand Stuflesser. Hier wordt een 6 cm. lange rib van de heilige bewaard, het grootste reliek van de heilige in Wenen. Aan de oorlogsbeschadiging ontsnapte de kapel waar op werkdagen de mis gelezen wordt. De kapel heeft een cassettenplafond met vergulde rozetten uit 1901 en de beelden stellen Franciscus Xaverius, Bonaventura, Joris en de Heilige Familie voor.